# La Louvière-Lauragais
La Louvière-Lauragais är en kommun i departementet Aude i regionen Occitanien  i södra Frankrike. Kommunen ligger  i kantonen Salles-sur-l'Hers som ligger i arrondissementet Carcassonne. År 2022 hade La Louvière-Lauragais 80 invånare.

## Befolkningsutveckling
Antalet invånare i kommunen La Louvière-Lauragais
Referens: INSEE